# Études de communication en France
En France, il existe plusieurs filières pour les études de communication et de publicité.
On distingue :
- les formations dispensées dans des universités, IUT et/ou dans des écoles de communication internes aux universités (licence, BUT, licence professionnelle, master, doctorat) ;
- les formations dispensées dans des écoles de communication privées (diplôme visé, grade master, titre certifié) ;
- et les formations dispensées dans des sections de technicien supérieur (BTS).

## Histoire
En France, l'offre de formation en sciences de l'information et de la communication s'est beaucoup étoffée ces dernières années : des seuls DUT en « Techniques de l'information et de la communication » des années 1970, on est passé aux DEUG et licences dans les années 1980 (remplacés eux-mêmes par les Licences LMD en 2005), aux maîtrises et DEA ou DESS (remplacés par les Masters LMD en 2005) et aux doctorats.
Un grand nombre d'écoles supérieures, souvent privées, offrent également des diplômes qui pourraient s'apparenter à la discipline. L'absence de « crédits européens » (ECTS) ainsi qu'une très grande hétérogénéité des contenus empêchent malheureusement une libre circulation des étudiants : quand on est dans le privé, même conventionné par l'État, il est difficile de réintégrer le public.
Dans une étude de 2011, les diplômes de sciences de l'information et de la communication sont classées en deuxième place pour les "filières sciences humaines et sociales où l'on réussit" : les diplômés en SIC font état de 90 % de taux d'insertion, 66 % en CDI, et 93 % à temps plein.

## Formations
De nombreux diplômes nationaux sont liés à la discipline des « Sciences de l'information et de la communication » (71e section du CNU) :

### Niveau bac +2: brevets de technicien supérieur (BTS)
Il existe plus d'une centaine de formations de Brevet de technicien supérieur - Communication (BTS) ou encore « Communication et industries graphiques », en « Design graphique » (s'appelait « Communication visuelle » avant 2013), et en « Métiers de l'audiovisuel ». Selon les chiffres de l'ONISEP (2012), il y a 150 formations qui préparent en France au BTS en « Communication », 119 au BTS en « Communication visuelle », 97 au BTS « Métiers de l'audiovisuel », et 44 au BTS en « Communication et industries graphiques ».

### Niveau bac +3: licences pro, licences et diplômes d'école

#### Licence pro
Il existe une trentaine de licences professionnelles, sous des appellations diverses (l'ONISEP recense pour la mention « métiers de la communication » 36 formations, dont 13 hors IUT,,,).

##### Bachelor universitaire de technologie (BUT) «Information communication»
Parmi les licences pro, il existe 19 bachelors universitaire de technologie en information communication (BUT), avec quatre options : « Communication d’entreprise », « Journalisme », « Métiers du livre », « Gestion de l'information et du document dans les organisations, ou un BUT « Métiers du multimédia et de l'Internet » (MMI, qui remplace le DUT « Services et réseaux de communication » (SRC) depuis 2013).

#### Licence en «Information et communication»
Il y a une trentaine en France de licence en information et communication préparent tant à la poursuite d'études qu'à l'entrée dans le monde du travail. En 2007, il y avait treize licences disciplinaires à offrir les trois années en formation initiale, et seize diplômes offrant la seule année de spécialisation L3 à des étudiants venant d'autres disciplines avec un Bac + 2.

#### Diplôme d'école spécialisée
En France, il est également possible de se former à la communication et à la publicité en école spécialisée, toutes privées. Elles pratiquent des frais de scolarité élevés – entre 6 000 et 8 000 euros l'année, sont de qualité « variable » et « inégale », et plus ou moins sélectives selon l'ONISEP,. En revanche, certaines bénéficient d'une bonne reconnaissance par la profession, il faut ainsi bien se renseigner avant de choisir son école. L'Office national d'information sur les enseignements et les professions recense notamment l'Institut supérieur de communication et de publicité (ISCOM) ou encore l'EFAP « appréciées pour leur réseau ».
Selon le classement Eduniversal 2022, les cinq meilleures écoles de communication privées – derrière la grande école publique CELSA - Sorbonne-Université (1re) – sont: 
- l'École française des attachés de presse, EFAP (2e) ;
- l'Institut des stratégies et techniques de communication, ISTC de l'Université Catholique de Lille (4e, délivre un diplôme national de licence) ;
- l'école SciencesCom d'Audencia (5e)
- l'École supérieure de publicité, ESP (6e)
- l'Institut supérieur de communication, ISCOM (8e)

### Niveaux bac +5 et plus

#### Master en «Information et communication»
En France, il existe plus de 400 masters en « Information et communication », durant alors deux ans (1re et 2e année).
En documentation, une trentaine de masters préparent au Certificat d'aptitude au professorat de l'enseignement du second degré (CAPES), et permet de devenir professeur-documentaliste et responsable de Centre de Documentation et d'Information (CDI) dans un collège ou un lycée. L'école des hautes études en sciences de l'information et de la communication (CELSA), en partenariat avec l'INSPÉ Sorbonne Université, délivre un master « Information et communication », parcours « Métiers de professeur documentaliste ».
En communication, les écoles et instituts universitaires délivrant un master en sciences de l'information et de la communication sont les suivantes :
- le CELSA de Sorbonne Université, est une grande école publique qui propose un master en sciences de l'information et de la communication avec 6 parcours en étude des médias et de la communication, ainsi qu'un parcours en journalisme, reconnu par la CPNEJ ;
- l'Institut français de presse (IFP), est un département universitaire de l'université Paris-Panthéon-Assas qui propose un master en sciences de l'information et de la communication avec 5 parcours en étude des médias et de la communication, ainsi qu'un parcours en journalisme, reconnu par la CPNEJ. L'université Paris-Panthéon-Assas compte également en établissement-composante, l'École W, une école pluridisciplinaire en sciences de l'information et de la communication créée par le prestigieux Centre de formation des journalistes (CFJ) ;
- l'École de journalisme et de communication d'Aix-Marseille (EJCAM), est une école interne de l'université d'Aix-Marseille qui propose 2 masters en sciences de l'information et de la communication et un master en journalisme, reconnu par la CPNEJ.
- l'Institut de la communication de Lyon (ICOM), est un département universitaire de l'université Lumière Lyon 2.
- l'Institut de la communication et des médias (ICM), est un département universitaire de l'université Paris 3 Sorbonne Nouvelle qui propose un master en sciences de l'information et de la communication, dont un parcours généraliste et un parcours en journalisme culturel.
- l'Institut des sciences de l'information et de la communication (ISIC) de l'université Bordeaux-Montaigne.

#### Doctorat en «Information et communication»
À l'université, un doctorat en sciences de l'information et de la communication, notamment à l'Institut français de presse (IFP), dans le cadre de son Centre d'analyse et de recherche interdisciplinaire sur les médias (CARISM), ou à l'école des hautes études en sciences de l'information et de la communication (CELSA) dans le cadre de son Groupe de recherches interdisciplinaires sur les processus d’information et de communication (GRIPIC).

## Classement des formations

### Niveau bac +2
Aucun classement ne recense les formations bac +2 (BTS) en communication.

### Niveau bac +3
Ce classement inclut les formations bac +3 (licence, BUT, diplômes visés ou cycles bachelor) qui figurent parmi les 20 premières dans au moins l'un des principaux classements nationaux.
| Rang | Diplôme        | Formation                                                                                   | École                                     | Université                      | Type                    |
| ---- | -------------- | ------------------------------------------------------------------------------------------- | ----------------------------------------- | ------------------------------- | ----------------------- |
| 1    | Licence        | Information-communication, parcours Entreprises et institutions                             | CELSA, Paris                              | Sorbonne Université             | Public                  |
| 2    | Titre certifié | Programme Grande École                                                                      | EFAP, Paris                               | N/A                             | Privé                   |
| 3    | Licence        | Information-communication, parcours Médias                                                  | CELSA, Paris                              | Sorbonne Université             | Public                  |
| 4    | Licence        | Économie, gestion, parcours Techniques de communication                                     | ISTC, Lille                               | Université Catholique de Lille  | Privé d'intérêt général |
| 5    | Diplôme visé   | Cycle Bachelor Communication et médias                                                      | Audencia SciencesCom, Nantes              | N/A                             | Privé d'intérêt général |
| 6    | Titre certifié | Bachelor Communication et publicité                                                         | ESP, Paris                                | N/A                             | Privé                   |
| 7    | Licence        | Information-communication                                                                   | IFP, Paris                                | Université Panthéon-Assas       | Public                  |
| 8    | Titre certifié | Programme Grande École                                                                      | ISCOM, Paris                              | N/A                             | Privé                   |
| 9    | Titre certifié | Bachelor Communication et stratégies digitales                                              | Excelia Digital School, La Rochelle       | N/A                             | Privé                   |
| 10   | Titre certifié | Bachelor Communication événementielle et marketing digital                                  | ESGCI, Paris                              | N/A                             | Privé                   |
| 11   | Titre certifié | Bachelor Communication globale                                                              | Sup de Pub, Paris, Lyon, Bordeaux, Rennes | N/A                             | Privé                   |
| 12   | Licence        | Métiers de la communication                                                                 | IAE, Lyon                                 | Université Jean-Moulin-Lyon-III | Public                  |
| 13   | Titre certifié | Bachelor Stratégie des marques                                                              | Sup de Pub, Paris, Lyon, Bordeaux, Rennes | N/A                             | Privé                   |
| 14   | Titre certifié | Bachelor Communication                                                                      | IICP, Paris                               | N/A                             | Privé                   |
| 15   | Licence        | Management de projets en communication et industries graphiques                             | Gobelins, Paris                           | Université Gustave-Eiffel       | Public consulaire       |
| 16   | Licence        | Chargé de communication et de relation client                                               | IUT, Rodez                                | Université Toulouse-I-Capitole  | Public                  |
| 17   | Titre certifié | Bachelor Communication                                                                      | ISCPA, Paris, Lyon                        | N/A                             | Privé                   |
| 18   | Licence        | Marketing et communication des organisations du spectacle, de l’événementiel et des loisirs | IUT, Belfort-Montbéliard                  | Université de Franche-Comté     | Public                  |
| 19   | Licence        | Information-communication                                                                   | N/A                                       | Institut catholique de Paris    | Privé d'intérêt général |
| 20   | Licence        | Chargé de communication culturelle et multimédia                                            | CY Tech Économie et gestion, Cergy        | CY Cergy Paris Université       | Public                  |

### Niveau bac +5
Ce classement inclut les formations bac +5 (masters, diplômes visés, etc.) qui figurent parmi les 20 premières dans au moins l'un des principaux classements nationaux.
| Rang | École                                                                               | Sites | Université                      | Type                                   |
| ---- | ----------------------------------------------------------------------------------- | --- | ------------------------------- | -------------------------------------- |
| 1    | École des hautes études en sciences de l'information et de la communication (CELSA) | Neuilly-sur-Seine | Sorbonne Université             | Public                                 |
| 2    | Institut supérieur de la communication (ISCOM)                                      | Bordeaux, Lille, Lyon, Montpellier, Nice, Paris, Rennes, Rouen, Strasbourg et Toulouse                                              | N/A                             | Privé                                  |
| 3    | École des nouveaux métiers de la communication (EFAP)                               | Aix-en-Provence, Bordeaux, Lille, Lyon, Montpellier, Paris, Rennes, Strasbourg et Toulouse                                          | N/A                             | Privé                                  |
| 4    | Sup de Pub                                                                          | Bordeaux, Lyon, Paris et Rennes | N/A                             | Privé                                  |
| 5    | Audencia SciencesCom                                                                | Nantes | N/A                             | Privé                                  |
| 6    | École supérieure de publicité (ESP)                                                 | Bordeaux, Lille, Lyon, Nantes, Paris et Toulouse                                                                                    | N/A                             | Privé                                  |
| 7    | Institut supérieur des stratégies et techniques de communication (ISTC)             | Lille | Université catholique de Lille  | Privé d'intérêt général                |
| 8    | European Communication School (ECS)                                                 | Angoulême, Marseille, Montpellier, Nice, Paris, Reims, Rouen, Strasbourg et Toulouse                                                | N/A                             | Privé                                  |
| 9    | Institut supérieur de la communication, de la presse et de l'audiovisuel (ISCPA)    | Lyon, Paris et Toulouse | N/A                             | Privé associatif                       |
| 10   | Institut supérieur européen de gestion (ISEG)                                       | Bordeaux, Lille, Lyon, Nantes, Nice, Paris, Strasbourg et Toulouse                                                                  | N/A                             | Privé                                  |
| 11   | Sup de Com                                                                          | Amiens, Bordeaux, Brest, Caen, Nice, Grasse, Grenoble, La Réunion, Le Mans, Lille, Lyon, Montpellier, Nantes, Nice, Paris, Toulouse | N/A                             | Privé                                  |
| 12   | Excelia                                                                             | La Rochelle, Tours | N/A                             | Privé d'intérêt général                |
| 13   | Narratiiv (ex-IICP)                                                                 | Paris | N/A                             | Privé                                  |
| 14   | École W                                                                             | Paris, Lille, Roubaix, Arles | Université Paris-Panthéon-Assas | Privé membre d'un établissement public |
| 15   | Institut supérieur européen de formation par alternance et continue (ISEFAC)        | Paris, Aix-en-Provence, Bordeaux, Lille, Lyon et Nantes                                                                             | N/A                             | Privé                                  |
| 16   | Centre d'études supérieures alternées en communication (CESACOM)                    | Bordeaux, Le Mans, Lille, Nantes et Paris                                                                                           | N/A                             | Privé                                  |
| 17   | École supérieure de communication (Esupcom)                                         | Aix-en-Provence, Lille, Lyon, Paris, Reims                                                                                          | N/A                             | Privé                                  |
| 18   | Institut de formation à l'information et à la communication (IFIC)                  | Vichy | N/A                             | Privé                                  |

| Rang | Diplôme            | Formation                                               | École                                                 | Université                                    | Type                    |
| ---- | ------------------ | ------------------------------------------------------- | ----------------------------------------------------- | --------------------------------------------- | ----------------------- |
| 1    | Master             | Communication Marketing                                 | Université Paris-Dauphine, Paris                      | Université PSL                                | Public                  |
| 2    | Mastère spécialisé | Communication d'entreprise                              | NEOMA BS, Reims, Rouen                                | N/A                                           | Public consulaire       |
| 3    | Master             | Communication                                           | CELSA, Paris                                          | Sorbonne Université                           | Public                  |
| 4    | Mastère spécialisé | Corporate communication & change management             | IAE, Aix-Marseille                                    | Aix-Marseille Université                      | Public                  |
| 5    | Master             | Marketing et communication                              | IFP, Paris                                            | Université Panthéon-Assas                     | Public                  |
| 6    | Master             | Communication entreprises, institutions et corporate    | CELSA, Paris                                          | Sorbonne Université                           | Public                  |
| 7    | Master             | Communication entreprises, institutions et risque       | CELSA, Paris                                          | Sorbonne Université                           | Public                  |
| 8    | Titre certifié     | MBA Spécialisé Communication et marketing stratégique   | EFAP, Paris                                           | N/A                                           | Privé                   |
| 9    | Mastère spécialisé | Marketing, management et communication                  | TBS, Toulouse                                         | Université fédérale de Toulouse-Midi-Pyrénées | Public consulaire       |
| 10   | Master             | Communication, médias et industries créatives           | École du management et de l'innovation de ScPo, Paris | Sciences Po Paris                             | Public                  |
| 11   | Diplôme visé       | Cycle Master Communication et médias                    | Audencia SciencesCom, Nantes                          | N/A                                           | Privé d'intérêt général |
| 12   | Master             | Management et communication des organisations           | IAE-ISM, Versailles                                   | Université Paris-Saclay                       | Public                  |
| 13   | Master             | Économie, gestion, parcours Techniques de communication | ISTC, Lille                                           | Université Catholique de Lille                | Privé d'intérêt général |
| 14   | Mastère spécialisé | Stratégies de communication internationale              | N/A                                                   | Université de Bourgogne                       | Public                  |
| 15   | Titre certifié     | Directeur de projet communication                       | ISCPA, Paris, Lyon                                    | N/A                                           | Privée                  |
| 16   | Master             | Communication et territoires                            | N/A                                                   | Université Toulouse-III-Paul Sabatier         | Public                  |
| 17   | Mastère spécialisé | Communication et marketing responsable                  | ISC, Paris                                            | N/A                                           | Privé d'intérêt général |
| 18   | Master             | Management de la communication d’entreprise             | IAE, Nice                                             | Université Côte d'Azur                        | Public                  |
| 19   | Titre certifié     | Mastère 2 Communication corporate et institutionnelle   | ESP, Paris                                            | N/A                                           | Privé                   |
| 20   | Master             | Communication des organisations                         | IAE, Poitiers                                         | Université de Poitiers                        | Public                  |